# Dorfkirche Roggenstorf

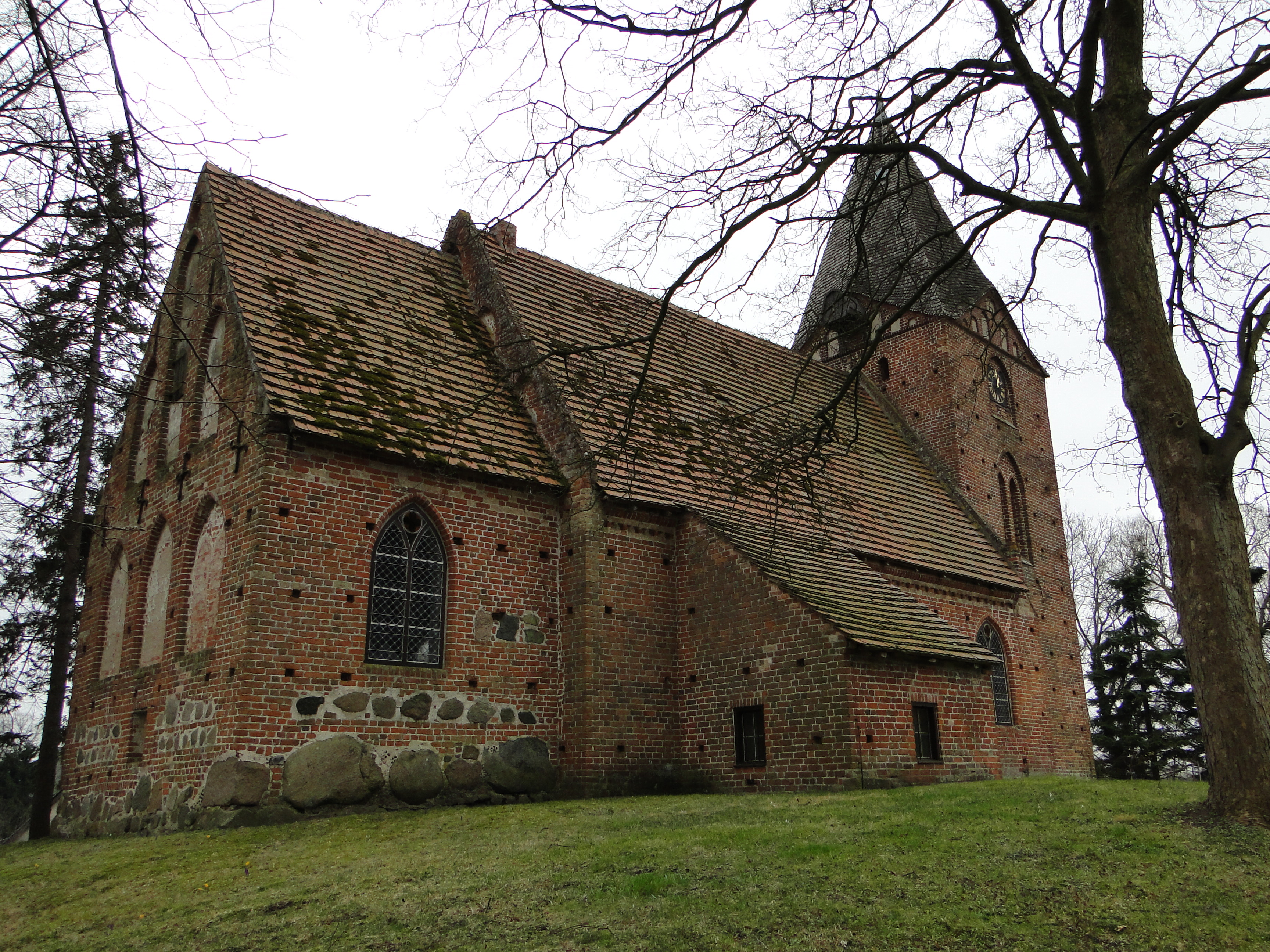
Kirche in Roggenstorf

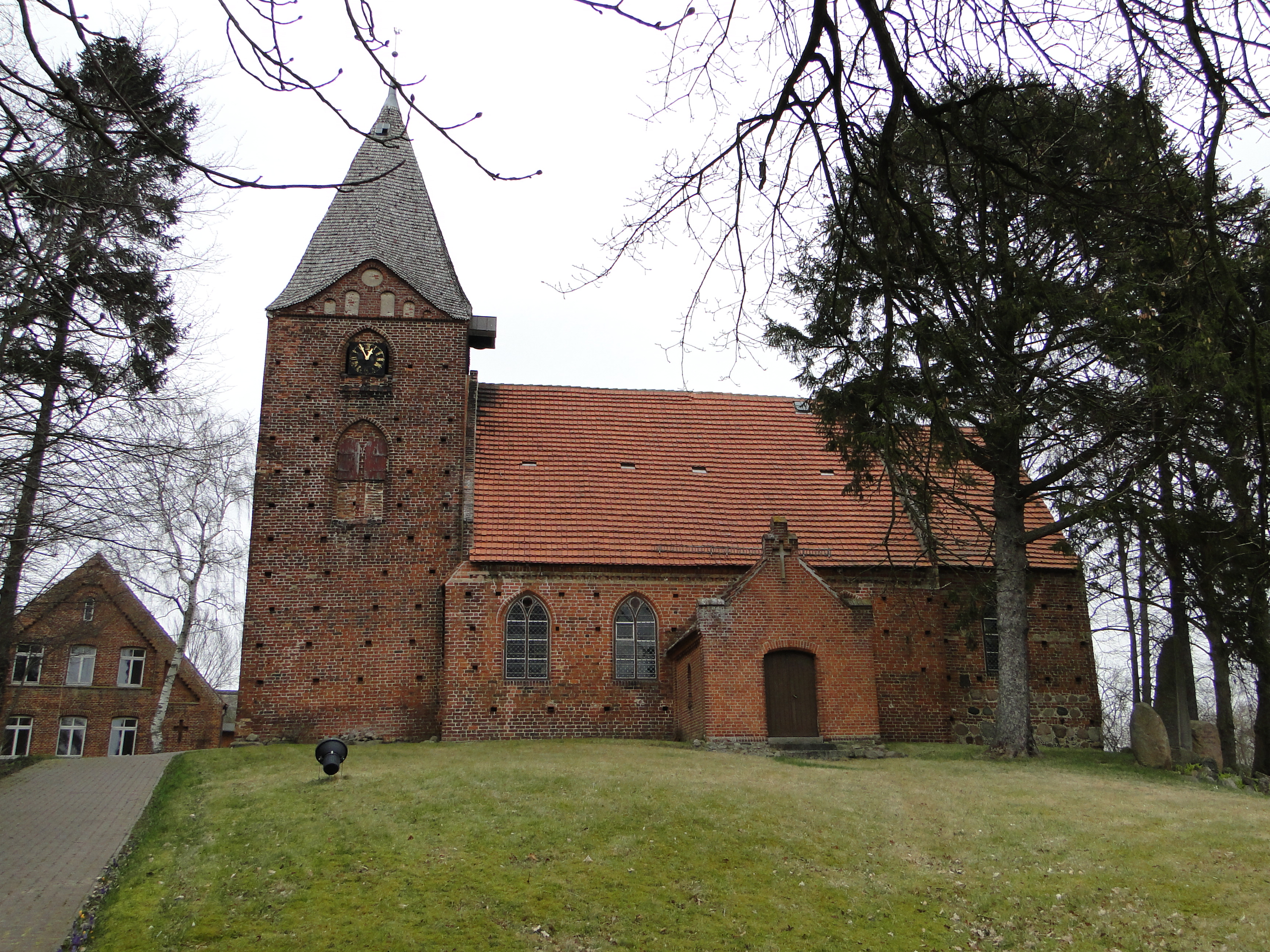
Südseite der Kirche

Die Dorfkirche Roggenstorf ist ein evangelisch-lutherisches Kirchengebäude in Roggenstorf, einer Gemeinde im Landkreis Nordwestmecklenburg (Mecklenburg-Vorpommern). Sie gehört zur Kirchengemeinde St. Johannes-Roggenstorf in der Propstei Wismar des Evangelisch-Lutherischen Kirchenkreises Mecklenburg der Evangelisch-Lutherischen Kirche in Norddeutschland.

## Geschichte und Architektur
Der Bau der schlichten gotischen Backsteinkirche des 14. Jahrhunderts mit Nordsakristei, wurde vermutlich zwischen 1318 und 1335 begonnen. Friedrich Schlie folgerte das Datum aus Urkunden, wonach sie 1318 noch nicht vorhanden war. 1335 wird sie jedoch bereits in der Ratzeburger Kirch- und Lehnstaxe erwähnt. Zu dieser Zeit war die Adelsfamilie Barnekow in Roggenstorf ansässig. Sie erlangte sogleich das Kirchenpatronat, so dass Schlie diese Familie als die Stifter des Kirchenbaus ansieht. Im Gegensatz zu vielen anderen Kirchen Westmecklenburgs ist hier jedoch der abgesetzte Kastenchor nicht das älteste Bauteil, sondern das Schiff. Dafür sprechen die an der Ostseite des Kirchenschiffs oberhalb des abgesetzten Chors, der auf einem Feldsteinsockel steht,  noch erkennbaren drei gotischen Fensterblenden und die im Norden des Kirchenschiffs befindlich Sakristei, die sonst üblicherweise an den Chor angebaut wurde. Auch sind die Fenster des Chors breiter (moderner) als die des Kirchenschiffs. Der Westturm mit vier Giebeln steht auf einem quadratischen Grundriss, der achteckige Helm wurde wohl im 15. Jahrhundert aufgesetzt. Die Wände sind durch zweiteilige Spitzbogenfenster gegliert, die wohl im 19. Jahrhundert erneuert wurden.
Die Kirche ist als die Hochzeitskirche des mecklenburgischen Mundartdichters Fritz Reuter bekannt.

## Ausstattung

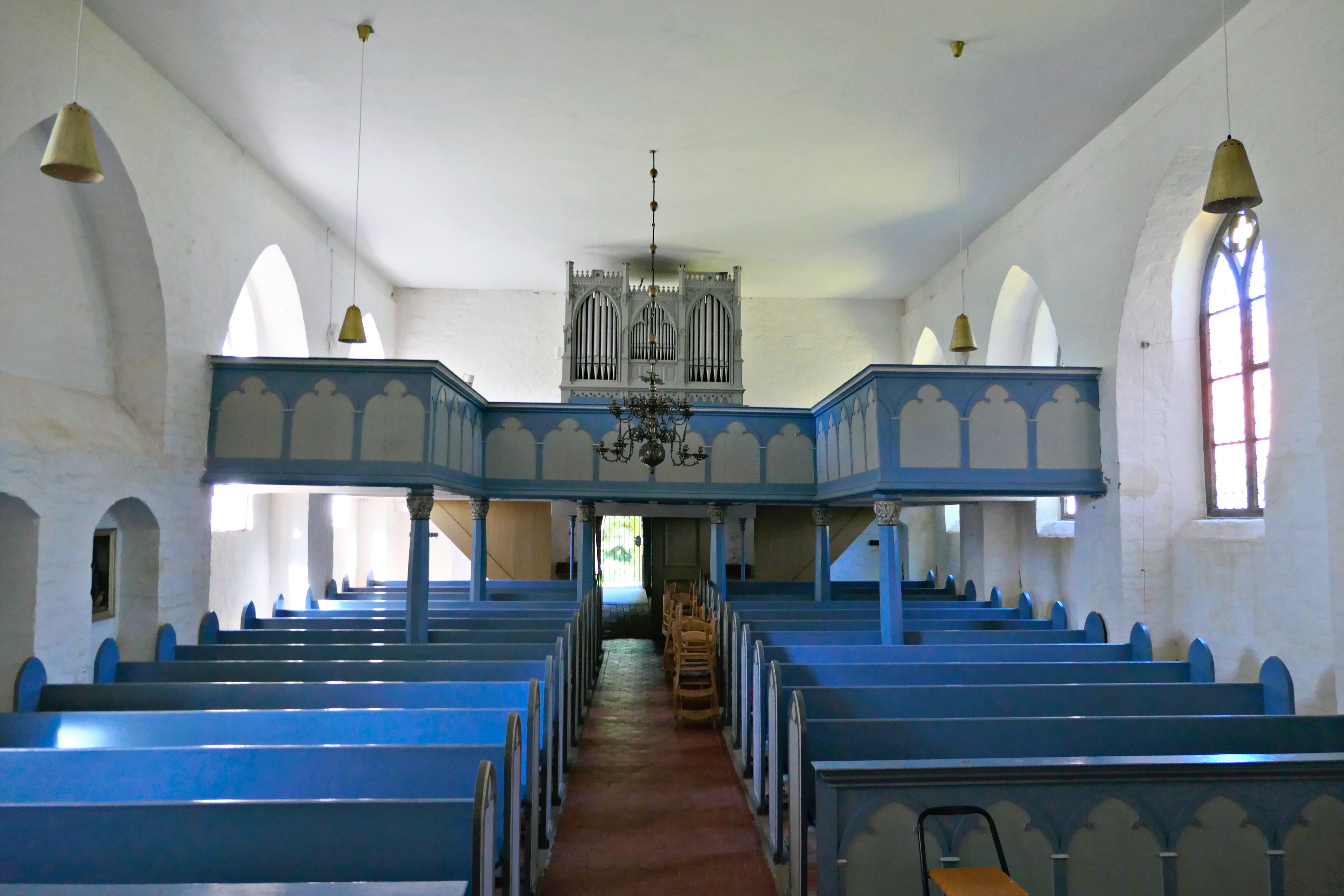
Ausstattung der Kirche

Die Ausstattung der Dorfkirche Roggenstorf ist durch mehrfache Überarbeitung schlicht. Die Kirche ist weiß ausgemalt. Schlie wies 1898 auf eine bemalte Decke oberhalb der Deckenbalken und der darunter befindlichen zweiten Decke hin.
Die Kirche verfügt seit 1869 über eine Orgel (sechs Register, ein Manual und Pedal) von Friedrich Friese III, die 1968 in ihrer Disposition durch Wolfgang Nußbücker geändert wurde.

## Gemeinde
Neben der Kirche in Roggenstorf gehören die Dorfkirchen in Börzow, Kirch Mummendorf und Lübsee zur Kirchengemeinde St. Johannes-Roggenstorf.